# Nighthawks
Nighthawks – niemiecki zespół z Kolonii, grający muzykę z gatunku smooth jazz: lounge, nu jazz, fusion, world music pomieszane z popem, reggae, soulem i jazzem jako takim. W ich muzyce słychać wpływy etniczne, m.in. muzyki arabskiej, bałkańskiej, polskiej czy latynoskiej. Jak przyznają członkowie zespołu, największe inspiracje muzyczne czerpią z muzyki takich artystów jak: Miles Davis, Herb Alpert, Pink Floyd, Can czy Massive Attack.

## Skład zespołu
- Dal Martino – bas, gitara, wokal
- Reiner Winterschladen – trąbka, skrzydłówka
- Jürgen Dahmen – Rhodes, perkusja
- Markus Wienstroer – gitara
- Xaver Fischer – klawisze
- Thomas Alkier – bębny, perkusja

## Dyskografia

### Albumy
- 2010: Today
- 2007: Nighthawks Selection
- 2007: Nighthawks _4
- 2004: As The Sunsets
- 2001: Metro Bar
- 1998: Citizen Wayne